# Campoplex arvensis
Campoplex arvensis är en stekelart som beskrevs av Johann Ludwig Christian Gravenhorst 1829. Campoplex arvensis ingår i släktet Campoplex och familjen brokparasitsteklar. Inga underarter finns listade.